# Puente Sørstraumen
El puente Sørstraumen (en noruego: Sørstraumen bru) es un puente en ménsula que cruza el Sørstraumen, localizado en el fiordo de Kvænangen en Troms, Noruega. Mide 440 m de longitud y la sección más grande mide 120 m. Está hecho de concreto pretensado. Forma parte de la ruta europea E6.